# Gymnastiekfederatie Vlaanderen
De Gymnastiekfederatie Vlaanderen (Gymfed) is een Vlaamse sportbond voor gymnastiek.

## Geschiedenis
De bond ontstond op 1 januari 2002 na de fusie van de Vlaamse Turnliga (VTL) en de Federatie voor Algemene en Sportieve Gymnastiek (ASG). Eerste voorzitter werd Rik Dombrecht. In januari 2008 sloten ook de clubs van Turnsport Vlaanderen zich aan bij Gymfed.

## Structuur
De hoofdzetel van de organisatie is gelegen te Gent. Huidig voorzitter is Jimmy Van Moer. Gymfed is via de Koninklijke Belgische Turnbond (KBTB) aangesloten bij European Gymnastics en de Fédération Internationale de Gymnastique (FIG). De bond telt circa 125.000 leden aangesloten bij 309 clubs en vormt daarmee de tweede grootste sportbond van Vlaanderen. De werkzaamheden worden uitgevoerd door veertig personeelsleden.

### Bestuur
| Periode      | Voorzitter        |
| ------------ | ----------------- |
| 2002 - 2009  | Rik Dombrecht     |
| 2009 - 2020  | Gilbert Vercammen |
| 2020 - 2024  | Peter Frederickx  |
| 2024 - heden | Jimmy Van Moer    |